# Dipotamía
Dipotamía, en grec moderne : Διποταμία ou Διποταμιά, auparavant appelé Révani (Ρέβανη),  est un village du dème de Nestório, district régional de Kastoriá, en Macédoine-Occidentale, Grèce.
Selon le recensement de 2011, la population du village s'élève à 456 habitants.